# Esedra editrice
Esedra editrice è una casa editrice italiana con sede a Padova, fondata nel 1995 e specializzata nella pubblicazione di saggistica universitaria di ambito umanistico, con collane che spaziano dalla filologia alla numismatica, dalla storia del teatro a quella del quella del cinema, dalla dialettologia alla storia della cultura ebraica.

## Storia
Tra gli autori pubblicati si ricordano i linguisti Manlio e Michele Cortelazzo, i filologi Gianfranco Folena e Pier Vincenzo Mengaldo, gli antichisti Lorenzo Braccesi e Domenico Musti, il filosofo Giangiorgio Pasqualotto, lo storico del teatro Umberto Artioli.

## Collane
- Anemos
- Annali del Lessico Contemporaneo Italiano
- Cataloghi
- EtNica
- Filologia veneta
- Filologia veneta. Testi e studi
- Fuori collana
- I Giunchi
- Il drappo verde
- Il mito e la storia
- Le Betulle
- Lingua contemporanea
- L'Upupa
- Musei diffusi
- Numismatica patavina
- Parva
- Quaderni D.A.M.S.
- Quaderni del Circolo Filologico Linguistico Padovano
- Retrovisioni
- Ritrovamenti monetali di età romana nel Veneto
- Saccisica
- Saggi di antichità e tradizione classica
- Saggi e materiali universitari
- Toledoth
- Vocabolario storico dei dialetti veneti